# Feldberg (Zwarte Woud)
De Feldberg is de hoogste berg van het Zwarte Woud, en daarmee ook van Baden-Württemberg. De berg is 1.493 meter hoog.
De gemeente Feldberg is naar deze berg vernoemd.
Op de top van de Feldberg is sinds 1937 een weerstation van de Deutsche Wetterdienst gevestigd. 
De Feldberg maakt deel uit van het op een na grootste skigebied in Duitsland. In de omgeving van de Feldberg zijn 50 kilometer aan pistes en 28 skiliften te vinden. In de zomer is het een wandelgebied. Er zijn diverse berghutten (Baldenweger Hütte, Rinkenhütte, Zastler Hütte, St.-Wilhelmer-Hütte, Todtnauer Hütte) en wandelwegen waaronder de Felsenweg naar de Feldsee en het Alpine Pfad.
Bij helder weer is het mogelijk om vanaf de Feldberg de Alpen te zien in het zuiden.